# Agrostis schleicheri
Agrostis schleicheri är en gräsart som beskrevs av Claude Thomas Alexis Jordan och Jean Baptiste Verlot. Agrostis schleicheri ingår i släktet ven, och familjen gräs. Inga underarter finns listade i Catalogue of Life.